# Деак Ференц-тер (станція метро)
Деак-Ференц-тер (угор. Deák Ferenc tér) — пересадочний вузол Будапештського метрополітену, на якому перетинаються три з чотирьох існуючих ліній. До березня 2014 року був єдиним пересадочних вузлом Будапештського метро.
Всі три станції розташовані під однойменною площею в центральній частині Пешта. Вузол має велике транспортне значення. Площа і станція названі ім'ям Ференца Деака, угорського політика XIX століття.

## Платформа лінії M1
Платформа лінії M1 була видкріта 2 травня 1896 року у складі першої дільниці Будапештського метрополітену «Верешмарті-тер» — «Сечені-фюрде».
У 1955 році при будівництві лінії M2 станція була перенесена на нинішнє місце, а в старому залі в 1975 році був відкрит музей Фельдалатті, в який можна потрапити з вестибюля пересадочного вузла.

## Платформа лінії M2
Платформа лінії M2 була видкріта 4 квітня 1970 року у складі першої дільниці лінії M2 «Деак-Ференц-тер» — «Ерш-везер-тере». Станція пілонного типу, побудована тунельним способом і складається з однієї острівної платформи.

## Платформа лінії M3
Платформа лінії M3 була видкріта 31 грудня 1976 року у складі першої дільниці лінії M3 «Деак-Ференц-тер» — «Надьварад-тер». Станція колонного типу, побудована тунельним способом і складається з однієї острівної платформи.